# آستیکه و ناستیکه
آستیکه (سانسکریت: आस्तिक، آوانگاری: Āstika، ت. «وداباور») و ناستیکه (سانسکریت: नास्तिक، آوانگاری: Nāstika، ت. «وداناباور»)، در هندوئیسم، مفاهیمی‌اند که برای دسته‌بندی‌ی مکاتب و پیروان این آیین کاربرد می‌شوند. 
آن گروه که وداها (متون مقدس هند باستان) را به عنوان متون اصلی دینی خود می‌پذیرد، صاحب‌اختیاری برهمن‌ها (روحانیون هندو) را قبول دارد، و قبول دارد که جامعه از چهار طبقه سنتی تشکیل شده، آستیکه نامیده می‌شود. گروهی که این امور را نمی‌پذیرد ناستیکه نامیده می‌شود.
بر این اساس، گروه وداباور عبارتند از سامخیا (مکتب خردگرا) یوگا، نیایا (مکتب منطق) وی شیشکا (مکتب ذره‌باور)، میمامسا، (مکتب تفسیر ودایی، مکتب مراسم)، ویدانته، (مکتب سنن اوپانیشادها)، شیواپرستی، تنتره، (مکتب مرموزگرا). گروه وداناباور نیز عبارتند از چارواکا، (مکتب مادی‌گرا)، آجیویکا، (مکتب صوفی‌مآب)، جین‌باوری و بوداگرایی.